# میرزا محمد خان حشمت‌الممالک

میرزا محمد خان حشمت‌الممالک (زادهٔ ۱۲۷۵ قمری، درگذشتهٔ آذر ۱۳۱۵ خورشیدی)، از عکاسان ایرانی اواخر قاجار است. وی دومین فرزند دوستعلی خان نظام‌الدوله معیرالممالک و برادر ناتنی کوچکتر دوستمحمد خان معیرالممالک است. دخترِ او شمس‌النهار خانم فرح‌السلطنه همسر دوم دوستعلی خان معیری است.: ۵۹۳–۵۹۴ 

## زندگی و فعالیت حرفه‌ای
حشمت‌الممالک زبان و ادبیات فارسی و عربی را نزد هادی نجم‌آبادی فراگرفت. معلم خوشنویسی او میرزا غلام‌رضا اصفهانی بوده و او در زمرهٔ شاگردان خوب ایشان به‌شمار می‌رفته است. نمونه‌هایی از خط نستعلیق او در مجموعه‌های خصوصی موجود است. وی همچنین زبان فرانسه را نزد موسیو باتای آموخت.
میرزا محمد بعد از اتمام تحصیلات متعارف خود در سال ۱۳۰۵ قمری به همراه برادر خود دوستمحمد خان معیرالممالک به فرانسه سفر کرد و مقیم پاریس شد. در آنجا به تشویق برادرش به فراگیری هنر عکاسی پرداخت. بعد از بازگشت به ایران، انواع دوربین‌ها و لوازم عکاسی را با خود به ایران آورد و عکاسخانه‌ای اختصاصی برای خود در کنار عمارت باغ شهری معیرالممالک برپا کرد.
آشنایی حشمت‌الممالک و برادرش دوستمحمد خان با فن عکاسی سبب شد که شمار فراوانی عکس از اندرون و بانوان آن دوره، که امروزه از اسناد تاریخی مردم‌شناسی و تاریخ عکاسی است، برداشته شود. اهمیت این عکس‌ها از این جهت است که در آن دوره تنها عکاسان مَحرم اجازهٔ عکاسی از بانوان و حرمخانه را داشته‌اند.
وی همزمان با سفر نخست فرنگ مظفرالدین شاه در ذیحجهٔ ۱۳۱۷ قمری به همراه دوستعلی معیری، میرزا حسن مستوفی‌الممالک، امان‌الله میرزا جهانبانی و محمدحسن خان مؤید خلوت: ۸۸  برای بار دوم به اروپا می‌رود. در این سفر مدتی نزد مسیو والری و فلیکس نادار، که از عکاسان مشهور زمان خود بوده‌اند، به تکمیل مهارت‌های خود در عکاسی پرداخت.
عمدهٔ فعالیت‌های او تا پایان عمر محدود به عکاسی می‌شود. او عکس‌های پرتره‌ای از محمدعلی شاه و سلطان‌احمد شاه قاجار نیز انداخته است.
وی از سفرهای خود به اروپا دو دستگاه آگراندیسور، که یکی با پیل‌های الکتریکی و دیگری با چراغ نفتی کار می‌کرد، و همچنین دستگاه رتوش به ایران می‌آورد.: ص ۵  حشمت‌الممالک گاهی با رنگ‌های مخصوص به رنگ‌آمیزی طبیعی برخی عکس‌های مورد علاقه‌اش می‌پرداخت.
از دیگر فعالیت‌های او دستیاری برادرش دوستمحمد خان معیرالممالک در امور مربوط به ضبط صدا از موسیقی‌دانان عصر با دستگاه فونوگراف است. دستخط شکستهٔ نستعلیق او روی قاب برخی از لوله‌های فونوگراف مجموعهٔ معیرالممالک به یادگار مانده است.

## نگارخانه

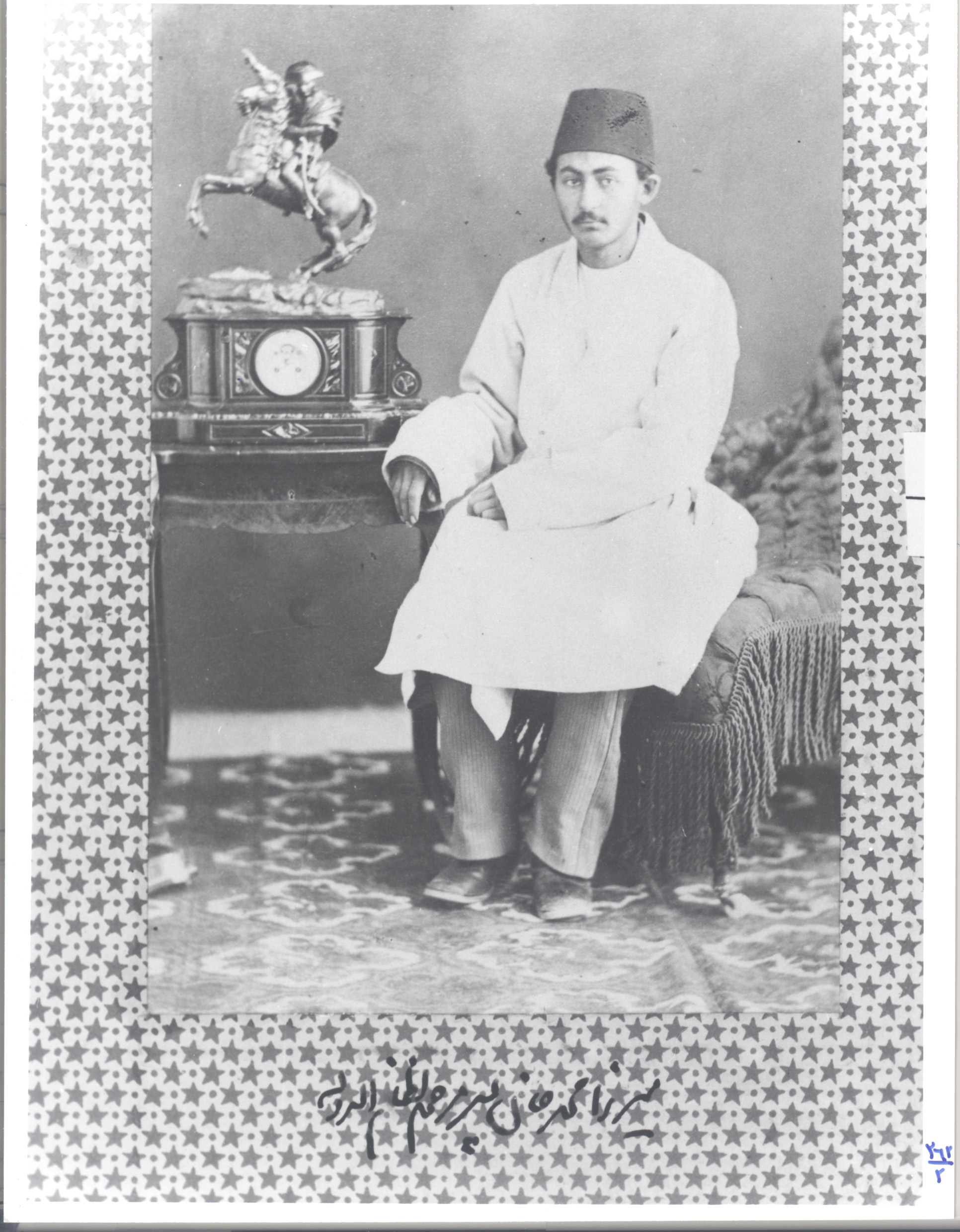
میرزا محمد خان حشمت‌الممالک (عکس از میرزا احمد صنیع‌السلطنه)
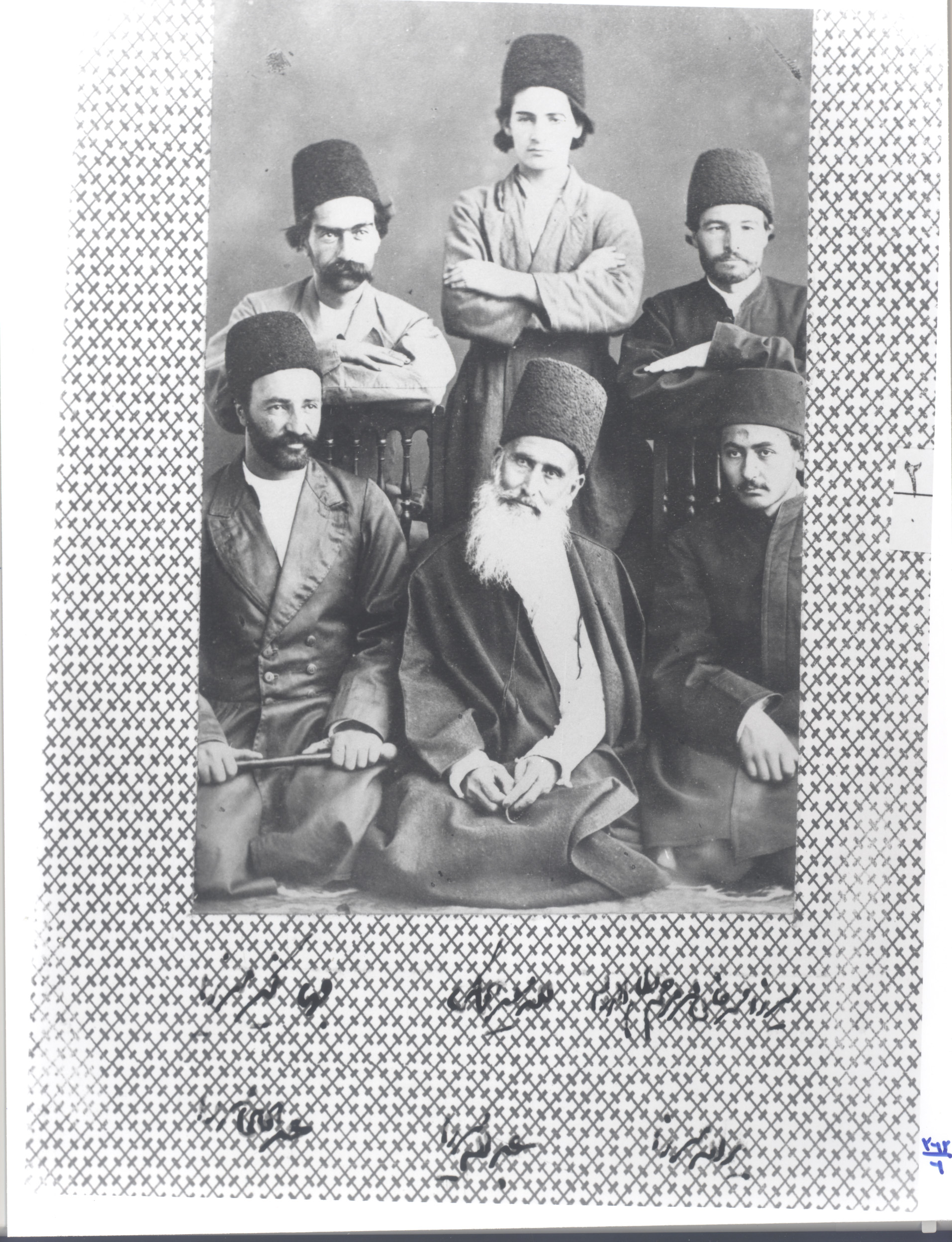
عکس از احمد صنیع‌السلطنه
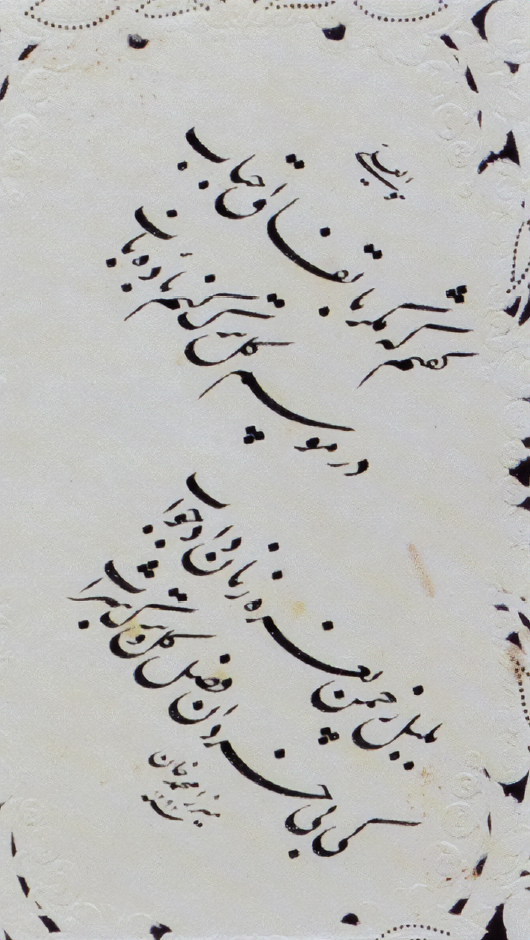
چلیپای نستعلیق از میرزا محمد خان حشمت‌الممالک در سن ۱۷ سالگی
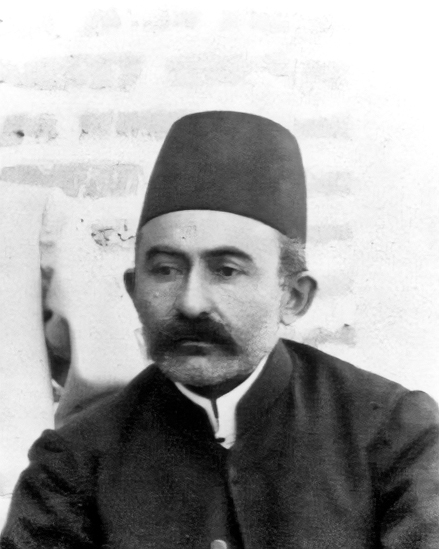
حشمت‌الممالک در میانسالی